# Playa de los Muertos (España)
La playa de los Muertos es una playa de la costa de Almería, situada en el municipio de Carboneras (Andalucía, España), a poco más de 5 km al sur del centro del pueblo.
Debe su nombre a la frecuencia con la que históricamente llegaban a sus costas los cadáveres víctimas de naufragios o de navegantes, arrastrados por las corrientes marinas que convergen en este emplazamiento.
Es una de las playas más conocidas y apreciadas de todo el litoral español, siendo frecuente su aparición en las listas de popularidad realizadas en los últimos años por distintos medios, como el que publica anualmente la revista digital 20 minutos, en el que llegó a alcanzar el primer puesto en 2007, 2015, 2016 y 2017. En el año 2016 los usuarios de Informativos Telecinco la han seleccionado (en una encuesta realizada por la misma cadena) como la mejor playa de España con 4.932 votos, un 17% del total.

## Descripción
Se trata de una playa salvaje, desprovista de urbanismo e instalaciones y servicios para bañistas. El acceso se realiza por un sendero desde el aparcamiento, situado en una zona elevada.
Desde el mirador que hay instalado junto a la carretera puede contemplarse una amplia panorámica de la playa. Cercano al mismo, un sendero, también accesible a vehículos, conduce hacia el faro de Mesa Roldán.
No es una playa arenosa, sino que está formada por pequeñas piedras blanquecinas, lo cual aporta al agua un color azul turquesa y una cristalinidad muy singular y valorada.

## Protección
El Plan de Ordenación de Recursos Naturales del parque natural del Cabo de Gata-Níjar, de 2008, la cataloga como una de las áreas litorales de esparcimiento con regulación especial (Zona B3), destacando el interés geológico de los sedimentos pliocénicos.

## Nudismo
Está permitido, pero es una playa mixta. El nudismo se concentra principalmente en el lado izquierdo de la playa (mirando al mar).

## Servicios
Esta playa carece de servicios tales como aseos, papeleras, cafetería - bar, etc. debido a su protección por el parque natural del Cabo de Gata, conservando así todo su valor paisajístico.